# SN 2009E
SN 2009E – supernowa typu II-P odkryta 3 stycznia 2009 roku w galaktyce NGC 4141. W momencie odkrycia miała maksymalną jasność 17,80m.